# المجمع الطبي للقوات المسلحة بكوبري القبة
المجمع الطبي للقوات المسلحة بكوبري القبة أو مستشفى كوبري القبة العسكري هو مستشفى عسكري مصري يتبع إدارة الخدمات الطبية للقوات المسلحة المصرية، يقع في كوبري القبة وسط العاصمة المصرية القاهرة على مساحة حوالي 40 فدان، يرجع تاريخ تأسيس المستشفى إلى سنة 1825 وذلك عندما قام محمد علي باشا بتأسيس المستشفى العسكري بين منطقتي الخانكة وأبو زعبل، ثم انتقل موقعه بعد ذلك إلى قصر العيني سنة 1837، ثم انتقل المستشفى تدريجيا إلى موقعه الحالي بكوبري القبة في عهد الخديوي توفيق سنة 1892.
يعتبر أكبر وأقدم المجمعات الطبية في مصر، إذ بلغت الطاقة الاستيعابية للمجمع سنة 2016 أكثر من 1750 سرير، 300 وحدة عناية مركزة، و35 غرفة عمليات، ويستقبل المجمع أكثر من مليون مريض سنوياً، يحتوي المجمع على ثمانية مستشفيات هي مستشفى الجراحة، مستشفى الباطنة، مستشفى القلب، مستشفى الاسنان، مستشفى طب العيون، مستشفى الجهاز التنفسي، مستشفى الكلى، مستشفى الطورائ والحوادث، بالإضافة إلى ستة مراكز طبية متخصصة، ويضم المجمع كذلك مهبط مروحية، ويرأس المجمع لواء طبيب/ سيد عبد الحليم.

## المستشفيات والأقسام
يحتوي المجمع على ثمانية مستشفيات هي:
- مستشفى الجراحة التخصصي يضم أقسام المخ والأعصاب، الجهاز الهضمي، الأنف والأذن والحنجرة، الجراحة العامة، المسالك البولية، والأورعية الدموية.
- مستشفى الباطنة التخصصي يضم أقسام الجلدية والتناسلية، الجهاز الهضمي والكبد، المخ والأعصاب، التغذية العلاجية، والباطنة العامة.
- مستشفى القلب التخصصي يضم ثسمي أمراض القلب وجراحة القلب والصدر.
- مستشفى الاسنان التخصصي.
- مستشفى طب العيون التخصصي.
- مستشفى الجهاز التنفسي.
- مستشفى الكلى.
- مستشفى الطورائ والحوادث.

بالإضافة إلى ستة مراكز هي: السمعيات والتخاطب، القدم السكري، المعامل المتخصصة، العلاج الطبيعي، الأشعة، والسموم.

## وصلات خارجية
- الموقع الرسمي للمجمع.